# Notarius osculus
Notarius osculus es una especie de pez de la familia Ariidae en el orden de los Siluriformes.

## Morfología
• Los machos pueden llegar alcanzar los 28 cm de longitud total.

## Distribución geográfica
Se encuentra en la costa  pacífica de Costa Rica y Panamá.